# 4317 Garibaldi
4317 Garibaldi је астероид. Приближан пречник астероида је 49,50 ,
а средња удаљеност астероида од Сунца износи 3,987 астрономских јединица (АЈ).
Инклинација (нагиб) орбите у односу на раван еклиптике је 9,823 степени, а орбитални период износи 2907,978 дана (7,961 година). Ексцентрицитет орбите астероида износи 0,160.
Апсолутна магнитуда астероида износи 10,40 а геометријски албедо 0,049.
Астероид је откривен 19. фебруара 1980. године.